# Rasvet (Anapa, Krasnodar)
Rasvet (del ruso: Рассвет) es un jútor del ókrug urbano de la ciudad-balneario de Anapa del krai de Krasnodar, en el sur de Rusia. Está situado en las vertientes occidentales del Cáucaso occidental, en la orilla derecha del río Anapka, 10 km al este de la ciudad de Anapa y 121 km al oeste de Krasnodar. Tenía 1 295 habitantes en 2010.
Pertenece al municipio rural Gaikodzorskoye.

## Transporte
Por la localidad pasa la carretera federal M25 Port Kavkaz-Novorosíisk.